# Cordia microsebestena
Cordia microsebestena är en strävbladig växtart som beskrevs av Ludwig Eduard Loesener. Cordia microsebestena ingår i släktet Cordia, och familjen strävbladiga växter. Inga underarter finns listade i Catalogue of Life.